# Polystichtis thermodoe
Polystichtis thermodoe är en fjärilsart som beskrevs av Charles Andreas Geyer 1832. Polystichtis thermodoe ingår i släktet Polystichtis och familjen Riodinidae. Inga underarter finns listade i Catalogue of Life.